# Oče naš
Oče naš, tudi Očenaš in Gospodova molitev (latinsko Pater noster) je najpomembnejša 
krščanska molitev. Molitev je zapisana v Svetem pismu, natančneje dvakrat - najprej v Evangeliju po Mateju (Mt 6,9-13) ter v Evangeliju po Luku (Lk 11,2-4).
Očenaš je Jezusovo izrecno navodilo učencem, kako naj molijo, zato je ta molitev razširjena v vseh krščanskih Cerkvah. Ker je avtor molitve Jezus Kristus osebno in je to tudi edina molitev, ki jo je priporočil, jo imenujemo tudi Gospodova molitev. V molitvi verniki nazivajo Boga Očeta (Stvarnika) in ga s sedmimi prošnjami prosijo stvari, ki so jih potrebni v vsakdanjem življenju. Teologi pravijo, da je ta molitev tako globoka in vseobsegajoča, da ji ni mogoče priti do dna.

## Besedilo
| Slovensko | Standardna latinska oblika |
| --- | --- |
| Oče naš, ki si v nebesih, posvečeno bodi tvoje ime, pridi k nam tvoje kraljestvo, zgodi se tvoja volja kakor v nebesih tako na zemlji. Daj nam danes naš vsakdanji kruh in odpusti nam naše dolge, kakor tudi mi odpuščamo svojim dolžnikom, in ne vpelji nas v skušnjavo, temveč odreši nas hudega. Amen. | Pater noster, qui es in caelis Sanctificetur nomen tuum; Adveniat regnum tuum. Fiat voluntas tua Sicut in caelo et in terra Panem nostrum quotidianum da nobis hodie. Et dimitte nobis debita nostra, Sicut et nos dimittimus debitoribus nostris. Et ne nos inducas in tentationem; Sed libera nos a malo. Amen. |

V nekaterih rokopisih Matejevega evangelija je dodana še ena vrstica, za katero pa se v današnjem času predvideva, da je poznejši vrinek in da ne spada k prvotnemu besedilu Očenaša. Vseeno se to vrstico pogosto uporablja v liturgiji kot del očenaša ali pa kot posebno molitev (na primer pri maši sledi Očenašu kot dodatna molitev). Ta dodatek vedno molijo evangeličani, zlasti v Pravoslavnih cerkvah pa ga radi razširijo še s sklicevanjem na troedinost Boga:
| Slovensko                                                                              | Standardna latinska oblika                                                             |
| Krajša oblika dodatka                                                                  | Krajša oblika dodatka                                                                  |
| -------------------------------------------------------------------------------------- | -------------------------------------------------------------------------------------- |
| Saj tvoje je kraljestvo, tvoja je oblast in slava vekomaj. Amen.                       | Quia tuum est regnum, et potéstas, et glória in sæcula sæculorum. Amen.                |
| Daljša oblika dodatka                                                                  |                                                                                        |
| Saj tvoje je kraljestvo, tvoja je oblast in slava Očeta in Sina in Svetega Duha. Amen. | Quia tuum est regnum, et potéstas, et glória Patris et Filii et Spiritus Sancti. Amen. |

## Izvorna oblika
Izvorna oblika se nahaja v Svetem pismu, najdemo jo v dveh evangelijih, od drugih zgodnjekrščanskih spisov pa jo vsebuje tudi Didahe:
| Evangelij po Mateju (Mt 6,5-15) | Evangelij po Luku (Lk 11,1-13) |
| --- | --- |
| Oče naš, ki si v nebesih, posvečeno bodi tvoje ime. Pridi tvoje kraljestvo. Zgôdi se tvoja volja kakor v nebesih tako na zemlji. Daj nam danes naš vsakdanji kruh; in odpústi nam naše dolge, kakor smo tudi mi odpustili svojim dolžnikom; in ne vpelji nas v skušnjavo, temveč reši nas hudega.                                     | Oče! Posvečeno bodi tvoje ime. Pridi tvoje kraljestvo. Naš vsakdanji kruh nam dajaj od dne do dne in odpústi nam naše grehe, saj tudi sami odpuščamo vsakomur, ki nam je dolžan, in ne vpelji nas v skušnjavo! |
| Didahe | |
| Oče naš, ki si v nebesih! Posvečeno bodi tvoje ime; pridi tvoje kraljestvo; zgodi se tvoja volja, kakor v nebesih, tako na zemlji. Daj nam danes naš vsakdanji kruh; in odpusti nam naš dolg, kakor tudi mi odpuščamo svojim dolžnikom; in ne daj nam priti v skušnjavo, temveč reši nas hudega. Zakaj tvoja je moč in slava na veke. | |

## Stari rokopisi
Oče naš se je ohranil tudi v dveh slovenskih srednjeveških rokopisih. Zanimivo je, da namesto kraljestvo uporabljata besedo bogastvo. To naj bi bilo zato, ker naj bi oba imela za vir zgodnjesrednjeveške molitvene obrazce, v tistem času pa besede kraljestvo slovenščina še ni poznala. Beseda kralj izhaja namreč iz osebnega imena Karel po Karlu Velikem. V slovenščino je stopila zatem, ko je Karantanija izgubila samostojnost in bila vključena v okvire Frankovskega kraljestva.
| Celovški rokopis | Moderniziran zapis |
| --- | --- |
| Otſcha naſs kyr ſy w nebeſſich poſſwetſchenu body twoye yme pridi bogaſtwu twoye body wola twoya kakor w nebeſſich yno na ſemly. Kruch naſs wſedanny day nam dannaſs yno odpuſti nam dalge naſſe kakor yno my odpuſſchamo naſſen dalnykom yno naſs ne wuppellay wedner o yſſkuſbo le naſs reſſy ob od ſlega. Amen. | Oča naš kir si v nebesih posvečenu bodi tvoje ime pridi bogastvu tvoje bodi vola tvoja kakor v nebesih ino na zemli. Kruh naš vsedanji daj nam danas ino odpusti nam dalge naše kakor ino mi odpuš(č)amo našen dalnikom ino nas ne vupelaj vedner o iskusbo le nas reši ob od zlega. Amen. |
| Starogorski rokopis | |
| Otzha naſch kher ſy vnebeſſich poſſchwetſcheno wody twoye yeme, pridi khnam twoye Bogaſtwo, yſidiſſe twoye wuolle, khokher vnebeſſich tochu Naſemle. Day nam donneſs ta vſſe- dannj khruch ynuy nam odpuſti naſche douge khokhr mi odpuſtimo naſchim dolſchnickham. Naſs vnapellay, na reſreſchno, Naſs reſche     | |